# らじおん!
『らじおん!』は、かきふらい作の漫画を原作としたテレビアニメ『けいおん!』に関連したWebラジオ。『けいおん!』のテレビアニメ公式サイト内で配信された。

## 概要
第1期は2009年2月9日から9月25日にかけて、全30回が配信された。パーソナリティ（部員）は豊崎愛生、日笠陽子、佐藤聡美、寿美菜子。2010年2月と3月にはラジオCDが発売された。
2010年4月4日に「2期放送直前!らじおん!公開録音『ろくおん!!』」（東京都江東区・ユナイテッドシネマ豊洲にて、ネットによるストリーミング放送も実施、放課後ティータイム5人出演）が行われ、『らじおん!』の第2期『らじおん!!』の放送が発表された。第2期は2010年4月23日から12月3日にかけて配信され、一旦休止となった後に2013年6月28日に配信を再開した。パーソナリティ（部員）は、前述の4人に竹達彩奈が加わった形となった。

## 配信スケジュール
アニメに先駆けて2009年2月9日に第1回が配信開始された後、第2回（2月20日）から第5回（4月3日）までは隔週配信だったが、アニメの放送開始にあわせて毎週配信されるようになった。第7回（4月17日）以後の配信では前後2編（あるいは中編を設けた3編や4編）に分割されることがある。また、5月8日には通常の配信（第10回）に加え、番外編「桜高軽音部 学園祭打ち上げ〜!」が配信された。
2009年7月19日に山野ホールにて公開録音「ろくおん!」が行われた。配信は2回に分割され、前編は第21回（7月24日）に、後編は第22回（7月31日）に配信された。

## ゲスト
- 第8回（4月24日） - 米澤円
- 第10回（5月8日） - 真田アサミ
- 第11回（5月15日） - 藤東知夏
- 第13回（5月29日） - 竹達彩奈
- 第16回（6月19日） - 竹達彩奈
- ろくおん! - 竹達彩奈（サプライズ）
- 第23回（8月7日） - 竹達彩奈

第2期では、ゲストは登場していない。

## エピソード
第1回にて謎の指令によりパーソナリティ4人も原作同様実際にバンド活動を行うことが決定した。第2回では担当楽器はそれぞれの役と同じ楽器を選ぶことになった（豊崎=ギター、日笠=ベース、佐藤=ドラム、寿=キーボード）。
第5回よりテレビアニメ放送開始に伴い、オープニングおよびエンディングで主題歌が流れるようになる。それ以前はどちらもアニメのオープニングおよびエンディングの公開前であったため、「学校の始業チャイムで始まる」など部活らしい雰囲気を出す演出がなされていた。
第6回の「軽音部活動報告」で「ベースのフィルム剥がし事件」が勃発。被害者は澪役の日笠で、豊崎と佐藤が計画し、寿が実行した。
第10回では謎の指令を出していた人物が明かされることになった。なお、「らじおん!」スペシャルVol.2では、製作者側の見解としては、『真相は闇の中』としているようである。
第11回以降、「ふわふわ時間」の練習を開始するが、回を重ねるにつれて日笠が歌わないことが佐藤から指摘された。第17回ではボーカルを行わない日笠に対して居残り練習が告げられる。これに対し、日笠は豊崎にボーカル担当を振るが、本人から即答で拒否された。第18回では楽器演奏はせず、日笠のボーカル練習が行われた。他の3人は練習に合いの手を入れて盛り上がっていた。竹達のギター練習も他の4人と同時に始めていたが、「ろくおん!」のサプライズのために、公式サイトで後編が配信されるまで非公開であった。
第29回のオープニングでは、9月17日に誕生日を迎えた寿が他の3人よりお祝いされた。「らじおん!」スペシャルVol.2では、キャストも原作に倣って楽器に名前を付けており、『豊崎愛生 - ギー太、日笠陽子 - エリザベス（ベー子）、佐藤聡美 - ドラ美さん、寿美菜子 - キー坊、竹達彩奈 - むったん』としていることが紹介されている。

## 「らじおん!」スペシャル!
本番組のCDスペシャル版として2010年2月24日からポニーキャニオンよりリリースされたラジオCD。『けいおん!』、『らじおん!』での活動を振り返る、笑いあり涙ありの総集編的な内容となっている。
Vol.1には、Webラジオでパーソナリティたちの楽器練習曲から誕生した『レッツゴー』の、梓を入れた5人Ver.のRemix曲が収録されている。
Vol.2には、放課後ティータイムの担当声優5人による『ふわふわ時間』と『わたしの恋はホッチキス』のスタジオパフォーマンスが、CDスペシャル版用に新録されている。両曲ともに2009年7月19日に山野ホールにて開催された公開録音『ろくおん!』および12月30日に行われたライブイベント『けいおん! ライブイベント 〜レッツゴー!〜』でのパフォーマンスと同じく、シングルおよびアルバム版のそれらとは若干異なる曲構成となっている。なお、『わたしの恋はホッチキス』については、当番組では初めてのパフォーマンスである。
歌詞カードには「らじおん!用語集」と銘打った、『らじおん!』でのエピソードを解説したものが収載されている。

### Vol.1
2010年2月24日発売。

#### 出演者
パーソナリティ
豊崎愛生、日笠陽子、佐藤聡美、寿美菜子
ゲスト
竹達彩奈

#### 収録内容
1. 「らじおん!」スペシャルVol.1 スタート! [18:11]
2. 「けいおん!」イントロクイズ [28:54]
3. 「ら!」「じ!」「お!」「ん!」怒涛の26連発 [7:10]
4. 「らじおん!」おたよりコーナースペシャル! [16:26]
5. 『レッツゴー』[注 3]（唯・澪・律・紬・梓Mix）[4:09]
歌：桜高軽音部 [平沢唯・秋山澪・田井中律・琴吹紬・中野梓（CV:豊崎愛生、日笠陽子、佐藤聡美、寿美菜子、竹達彩奈）][注 4]
作詞：KANATA、作曲・編曲：Tom-H@ck

- 2013年3月20日に発売された『K-ON! MUSIC HISTORY'S BOX』のディスク6、16トラック目にも収録されている。

### Vol.2
2010年3月17日発売。

#### 出演者
パーソナリティ
豊崎愛生、日笠陽子、佐藤聡美、寿美菜子
ゲスト
竹達彩奈

#### 収録内容
1. 「らじおん!」スペシャルVol.2 スタート! [4:46]
2. 活動報告スペシャル! [37:39]
  - ★初めての楽器!
  - ★初めての練習曲（第4回配信）!
  - ★練習曲（第9回配信）!
  - ★初めての「ふわふわ時間」（第12回配信）!
  - ★「ふわふわ時間」（第17回配信）!
  - ★歌の特訓!
  - ★「らじおん!」公開録音「ろくおん!」!
  - ★ライブイベント 〜レッツゴー!〜 大感想大会!
3. 久しぶりのスタジオ! [10:03]
  - ★「ふわふわ時間」
歌：放課後ティータイム [平沢唯・秋山澪・田井中律・琴吹紬・中野梓（CV:豊崎愛生、日笠陽子、佐藤聡美、寿美菜子、竹達彩奈）]
ヴォーカル：平沢唯（豊崎愛生）、コーラス：秋山澪（日笠陽子）
作詞：秋山澪、作曲・編曲：前澤寛之
  - ★「わたしの恋はホッチキス」
歌：放課後ティータイム [平沢唯・秋山澪・田井中律・琴吹紬・中野梓（CV:豊崎愛生、日笠陽子、佐藤聡美、寿美菜子、竹達彩奈）]
ヴォーカル：平沢唯（豊崎愛生）＆秋山澪（日笠陽子）
作詞：稲葉エミ、作曲：藤末樹、編曲：百石元
4. エンディング [3:08]